# Galactia combsii
Galactia combsii är en ärtväxtart som beskrevs av Ignatz Urban. Galactia combsii ingår i släktet Galactia och familjen ärtväxter. Inga underarter finns listade i Catalogue of Life.